# U-116
U-116 — большая подводная лодка-минный заградитель типа XB, времён Второй мировой войны. Заказ на постройку был отдан 31 января 1939 года. Лодка была заложена на верфи судостроительной компании Germaniawerft, Киль 1 июля 1939 года под заводским номером 615. Спущена на воду 3 мая 1941 года. 26 июля 1941 года принята на вооружение и, под командованием корветтенкапитана Вернера фон Шмидта вошла в состав 2-й флотилии.

## История службы
Совершила 4 боевых похода, потопила 1 судно (4 284 брт) и повредила ещё 1 судно (7 093 брт). Пропала без вести в Северной Атлантике в октябре 1942 года при прохождении Па-де-Кале. Последняя радиограмма была получена из района 45°00′ с. ш. 31°30′ з. д.. Никто из 56 членов экипажа не спасся.

### Первый поход
Перед своим первым походом U-116 совершила два коротких перехода: c 4 апреля по 5 апреля 1942 года из Киля в Гельголанд, а затем, c 11 апреля по 15 апреля из Гельголанда в Берген.
25 апреля субмарина вышла из Бергена и отправилась в патруль, и, обойдя Британские острова завершила поход 5 мая в Лорьяне.

### Второй поход
Дозаправившись и пополнив припасы, 16 мая 1942 года лодка вновь вышла в море. С 26 мая по 29 мая являлась участницей волчьей стаи Хехт (нем. Hecht). Этот поход так же не принёс лодке никаких побед вплоть до самого её возвращения в Лорьян 9 июня.

### Третий поход
27 июня 1942 года U-116 во второй раз покинула Лорьян, направившись к западному побережью Африки. С 3 июля
она присоединилась к волчьей стае Хаи (нем. Hai), в составе которой лодке, наконец, улыбнулась удача.
12 июля около полуночи, на расстоянии порядка 333 миль (536 км) к западу от Мадейры U-116 обнаружила одиночное судно Cortona (под командованием Мэтью МакКирди Брауна (англ. Matthew McKirdie Brown)), шедшее после роспуска конвоя OS-33 без эскорта. Выстрелив по нему одиночной торпедой, в 00:22 наблюдала попадание в носовую часть судна. Через три минуты судно получило ещё одно попадание — на сей раз это была торпеда G7e с субмарины U-201, которая сделала ещё два «выстрела милосердия» в 00:33 и 00:41. Первая торпеда прошла под килем судна, а вторая попала ровно по центру, в результате чего Cortona затонула в течение часа на ровном киле. Хотя субмарины и видели друг друга, U-116 отчиталась за успешное потопление судна, приняв второй взрыв за разрушение бойлера. В результате атаки погибло 29 членов экипажа и два стрелка. Командир судна, 18 членов экипажа и 4 стрелка, спасшиеся на шлюпке, были спасены 10 днями позже HMS Pathfinder (G10) (коммандер Е.А. Гиббс (англ. Cdr E.A. Gibbs, DSO and Bar, RN) и высажены впоследствии в Лондондерри.
Несколько часов спустя было обнаружено ещё одно судно из распущенного 11 июля конвоя OS-33. В 09:45 12 июля на расстоянии 430 миль (690 км) от Лас-Палмас грузовое судно Shaftesbury (под командованием Уриэля Эйнона (англ. Uriel Eynon)) получило попадание в корму двумя торпедами с U-116, и, спустя 15 минут, затонуло. Командир судна был признан военнопленным и, по возвращении, был высажен в Лорьяне, после чего отправился в лагерь военнопленных Marlag und Milag Nord. Второй помощник и ещё 22 выживших были подобраны 23 июля грузовым судном Tuscan Star в районе с координатами 28°15′ с. ш. 22°15′ з. д., переданы на борт HMS Folkestone (L22) (коммандер Джей.Джи.Си. Гибсон (англ. J.G.C. Gibson OBE)) и впоследствии высажены во Фритауне. Первый помощник и ещё 20 выживших успешно достигли берега и высадились в районе Вилья-Сиснерос, и позже доставлены в Лас-Палмас.
21 июля 1942 года, после успешной атаки конвоя OS-33 стая была распущена, и субмарина вновь отправилась в автономное плавание, а затем, 23 августа, благополучно вернулась в Лорьян.

### Четвёртый поход
В свой финальный поход U-116 вышла 22 сентября 1942 года. Последний раз лодка вышла на связь 6 октября из района с координатами 45°00′ с. ш. 31°30′ з. д., передав краткую сводку о погоде, после чего замолчала навсегда.

## Командиры
- 26 июля 1941 года — 10 сентября 1942 года — корветтенкапитан Вернер фон Шмидт (нем. Korvettenkapitän Werner von Schmidt)
- 11 сентября 1942 года — 6 октября 1942 года — обер-лейтенант цур зее Вильгельм Гримме (нем. Oberleutnant zur See Wilhelm Grimme)

## Флотилии
- 26 июля 1941 года — 31 января 1942 года — 2-я флотилия (учебная)
- 1 февраля 1942 года — 31 марта 1942 года — 1-я флотилия (учебная)
- 1 апреля 1942 года — 6 октября 1942 года — 1-я флотилия (боевая служба)

## Потопленные суда
| Название    | Тип            | Принадлежность | Дата              | Тоннаж (брт) | Груз                       | Судьба    | Место                                       |
| ----------- | -------------- | -------------- | ----------------- | ------------ | -------------------------- | --------- | ------------------------------------------- |
| Cortona     | грузовое судно | Великобритания | 12 июля 1942 года | 7 093        | 2 100 т генерального груза | поврежден | 32°45′ с. ш. 24°45′ з. д. — Квадрат DG 6311 |
| Shaftesbury | грузовое судно | Великобритания | 12 июля 1942 года | 4 284        | 5 700 т угля               | потоплен  | 31°42′ с. ш. 25°30′ з. д. — Квадрат DG 6257 |